# آزمایش خون پوست سر جنین
آزمایش خون سر پوست جنین (به انگلیسی: Fetal scalp blood testing) روشی است که طی زایمان برای تأیید کافی بودن اکسیژن رسانی جنین استفاده می‌شود.
این روش را می‌توان با ایجاد یک برش کم عمق توسط یک نوار خون وارد شده از طریق واژن، و سپس استفاده از یک لوله نازک به محلی که با عمل مویرگی، خون را آزمایش می‌کند، انجام داد.
دو ماده سازنده ای که معمولاً با این روش آزمایش می‌شوند، pH و لاکتات هستند که هر دو شاخص هموستاز پایه اسید هستند. PH پایین و سطح بالای لاکتات نشان دهنده وجود اسیدوز است که به نوبه خود با هیپوکسی همراه است.
به نظر می‌رسد pH و لاکتات حساسیت یکسانی در نشان دادن هیپوکسی در حین زایمان دارند. تجزیه و تحلیل pH به مقدار نسبتاً زیادی خون (۳۰–۵۰ میکرولیتر) نیاز دارد و میزان شکست نمونه برداری از ۲۰–۲۰٪ گزارش شده‌است. تجزیه و تحلیل لاکتات فقط به ۵ میکرولیتر خون نیاز دارد.
|            | pH        | لاکتات         | لاکتات      |
| ---------- | --------- | -------------- | ----------- |
| طبیعی      | >۷٫۲۵     | < 4.2 mmol/l   | < 38 mg/dL  |
| پره اسیدمی | ۷٫۲۱–۷٫۲۵ | 4.2–4.8 mmol/l | 38–43 mg/dL |
| اسیدمی     | < ۷٫۲۱    | > 4.8 mmol/l   | > 43 mg/dL  |